# Hipparchia scota
Hipparchia scota är en fjärilsart som beskrevs av Ruggero Verity 1911. Hipparchia scota ingår i släktet Hipparchia och familjen praktfjärilar. Inga underarter finns listade i Catalogue of Life.